# 李爾瞻
李 爾瞻（イ・イチョム、1560年 - 1623年3月14日）は、李氏朝鮮中期の文官。第15代国王光海君に仕えた大北派の官僚。本貫は広州。

## 生涯
燕山君に仕えた李克墩（イ・グクトン）の五世の孫であった為、逆臣の一族として差別を受けて過ごす。
彼の心に宿った復讐と野望は、光海君付の女官の金介屎（キム・ゲシ）と組み、政敵であった小北派の柳永慶を斥け処刑し、闇の権力者となることで結実する。だが、宣祖の嫡子の永昌大君（ヨンチャンデグン）を蒸殺刑に、光海君の甥にして綾陽君（ヌンヤングン、後の第16代国王仁祖）の実弟の綾昌大君（ヌンチャンデグン）を自害に、太妃の仁穆王后を幽閉したことで彼の対立勢力である西人派の怒りを買い、宮廷クーデター（仁祖反正）によって結果的に光海君の廃位を招き、王命により斬首刑にされた。また、これと同時に彼に協力していた女官にして策士の金介屎も同様に王命により斬首刑にされた。また、光海君の息子の廃世子李祬の世子嬪朴氏は、自身の娘と朴自興のあいだの娘にあたる。

## 李爾瞻を演じた俳優
- ソ・インソク：『宮廷女官キム尚宮』1995年、KBS
- ソン・ドンヒョク：『ホ・ギュン 朝鮮王朝を揺るがした男』2000年、KBS
- チョン・ウンイン：『華政』2015年、MBC
- イ・ジェヨン：『ポッサム〜愛と運命を盗んだ男〜』2021年、MBN